# Taiheiki
Le Taiheiki (太平記, litt. « Chronique de la grande paix ») est une œuvre japonaise sur l'histoire du Japon. C'est un grand récit sur les cinquante années de guerre, de 1318 à 1368, composé de 40 rouleaux. Il commence par le couronnement de l'empereur Go-Daigo, aborde la destruction du shogunat de Kamakura, la restauration de Kemmu puis sa fin, la mort de Yoshiakira Ashikaga jusqu'à l'entrée en fonction de Yoriyuki Hosokawa.

## Ouvrage original
La dernière traduction en anglais se compose de 12 chapitres de 40 chapitre épiques et couvre la période allant de l'accession de Go-Daigo au trône du chrysanthème en 1318 (quand Takauji est encore un vassal secondaire du clan Hōjō de l'époque du shogunat de Kamakura), jusqu'à la trahison des Hōjō par Takauji et la chute et l'expulsion de Go-Daigo par Takauji en 1333, à son retour à Kyoto en 1338. Go-Daigo, contrairement à nombre des empereurs avant lui, cherche à se substituer au pouvoir des shoguns et à régner effectivement en plus de régner nominalement. Commence ainsi une série de batailles, tant militaires que politiques, tandis que la famille Fujiwara, qui domine la régence impériale à la suite de la chute des Hōjō, cherche à conserver son influence. Ces combats, manœuvres politiques et autres développements de l'époque sont relatés dans le Taiheiki.

## Importance historique
Ces batailles sont historiquement très importantes car elles ont conduit à l'extinction de la lignée impériale japonaise de la cour du Sud, qui à ce jour est considérée comme légitime. En fait, les membres de la cour du Nord sont officiellement appelés « prétendants ». Hiromichi Kumazawa, un descendant de la cour du Sud, se proclame empereur du Japon après la Seconde Guerre mondiale, appelant l'empereur Hirohito un imposteur car toute la lignée de Hirohito descend de la cour du Nord. Malgré cela, il n'est pas arrêté pour crime de lèse-majesté, même quand il utilise le mon impérial, parce qu'il possède un koseki détaillant sa lignée remontant à Go-Daigo à Yoshino mais ne parvient pas à créer un changement politique si ce n'est un mouvement de sympathie.

## Analyse
Comme la plupart des épopées historiques japonaises, les tendances du Taiheiki vers le drame et l'exagération sont reconnues, mais le texte est cependant considéré comme précis la plupart du temps. Il constitue la principale source d'information sur nombre des guerriers et des batailles de cette période, et aussi des éléments de documents relativement à la chute du puissant et historiquement important clan Hōjō.

## Adaptation
Taiheiki, le taiga drama de la NHK en 1991 est réputé pour son portrait d'Ashikaga Takauji comme un agent de changement contre les Hōjō décadents, plutôt qu'un traître national tel qu'il est généralement considéré par les historiens japonais.

## Sources